# Conus litteratus
Conus litteratus е вид охлюв от семейство Conidae. Възникнал е преди около 15,97 млн. години по времето на периода неоген. Видът не е застрашен от изчезване.

## Разпространение и местообитание
Разпространен е в Австралия (Западна Австралия, Куинсланд и Северна територия), Американска Самоа, Бангладеш, Британска индоокеанска територия, Бруней, Вануату, Виетнам, Гуам, Източен Тимор, Индия, Индонезия, Камбоджа, Кения, Китай (Гуандун, Гуанси, Джъдзян, Дзянсу, Фудзиен и Хайнан), Кокосови острови, Коморски острови, Мавриций, Мадагаскар, Майот, Макао, Малайзия, Малдиви, Малки далечни острови на САЩ (Остров Бейкър и Хауленд), Маршалови острови, Мианмар, Микронезия, Мозамбик, Науру, Ниуе, Нова Каледония, Остров Рождество, Острови Кук, Палау, Папуа Нова Гвинея, Параселски острови, Провинции в КНР, Реюнион, Самоа, Северна Корея, Северни Мариански острови, Сейшели, Сингапур, Соломонови острови, Сомалия, Острови Спратли, Тайван, Тайланд, Танзания, Токелау, Тонга, Тувалу, Уолис и Футуна, Фиджи, Филипини, Френска Полинезия, Хонконг, Шри Ланка, Южна Корея и Япония (Кюшу и Шикоку).
Обитава крайбрежията и пясъчните и скалисти дъна на морета в райони с тропически климат. Среща се на дълбочина от 1 до 72 m, при температура на водата от 23 до 28,2 °C и соленост 34,1 – 35,2 ‰.